# Islote Beltrán
Die Islote Beltrán (spanisch) ist eine kleine Insel in der Orléans-Straße vor der Davis-Küste des Grahamlands auf der Antarktischen Halbinsel. Sie gehört zu den Tetrad Islands im Palmer-Archipel und liegt 1,5 km östlich des Borge Point der Trinity-Insel zwischen der Islote Leucotón und der Islote Gastón.
Wissenschaftler der 6. Chilenischen Antarktisexpedition (1951–1952) benannten sie. Der weitere Benennungshintergrund ist nicht hinterlegt.